# Medalha do Mérito Conselheiro José Antônio Saraiva
A Medalha do Mérito Conselheiro José Antônio Saraiva é uma horaria do município de Teresina, capital do estado brasileiro do Piauí.

## História
A honraria é batizada em homenagem a José Antônio Saraiva, que no exercício do governo do Piauí criou Teresina para ser a nova capital da então província e foi instituída pelo município de Teresina, e o ato jurídico de criação foi o Decreto Municipal nº 684, de 16 de agosto de 1985 e pelo referido decreto versa que a medalha se destina a prestar homenagem oficial àqueles que prestaram relevantes serviços ao município de Teresina.